# Björkesjön (Kungsäters socken, Västergötland)
Björkesjön är en sjö i Varbergs kommun i Västergötland och ingår i Viskans huvudavrinningsområde. Sjön är 5,5 meter djup, har en yta på 0,0602 kvadratkilometer och är belägen 57,8 meter över havet.

## Delavrinningsområde
Björkesjön ingår i det delavrinningsområde (635677-130207) som SMHI kallar för Utloppet av Fävren. Medelhöjden är 50 meter över havet och ytan är 30,77 kvadratkilometer. Räknas de 6 avrinningsområdena uppströms in blir den ackumulerade arean 151,75 kvadratkilometer. Lillån (Kungsätersån) som avvattnar avrinningsområdet har biflödesordning 2, vilket innebär att vattnet flödar genom totalt 2 vattendrag innan det når havet efter 31 kilometer. Avrinningsområdet består mestadels av skog (42 procent), öppen mark (11 procent) och jordbruk (27 procent). Avrinningsområdet har 5,2 kvadratkilometer vattenytor vilket ger det en sjöprocent på 16,9 procent.